# Keresztszeghy Etta
Keresztszeghy Etta (püspöki és keresztszegi) (Nyírgebe, 1866. május 1. – ?) írónő.

## Élete
Keresztszeghy Etta 1866-ban született Szatmár vármegyében, az egykori Nyírgebén (ma Nyírkáta). Keresztszeghy Albert és Dessewffy Anna gyermekeként. Mivel apja Nyírmeggyesen korán, 1866-ban elhunyt, nevelése anyjára maradt, aki később 1893-ban férjhez ment Strozzi Vidats Jánoshoz, de egy év múlva 1894-ben el is vált tőle.
Írói pályáját nagyon korán, 12 évesen kezdte, először vidéki lapokban közölt fordításokkal; később a Debreczeni Ellenőr, Szatmármegyei Közlöny és az erdélyi lapokban, a Hölgyek Lapjában, és 1887-ben a Fővárosi Lapokban jelentek meg tárcái, rajzai és elbeszélései.

## Nagyobb elbeszélései
- Örökség
- Láttuk csillagát napkeleten
- Érmelléken (szüreti tárca)

## Főbb művei
- Olga grófnő (regény, Budapest, 1887)
- Zsibó esperes (elbeszélés, Budapest, 1891) (Pesti Napló 290. sz.)
- Egy asszony története (regény, Budapest, 1895)